# Medaglia di servizio per militari tirolesi del 1796
La medaglia di servizio per militari tirolesi del 1796 fu una medaglia di benemerenza dell'Impero austriaco.

## Storia

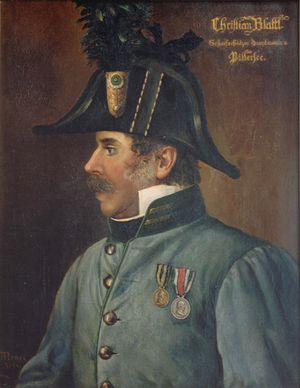
Ritratto del volontario Christian Blattl (1776-1856) con appuntata sul petto a destra la medaglia di servizio per militari tirolesi del 1796

La medaglia venne istituita nel 1796 dall'imperatore Francesco II per ricompensare tutto il personale militare tirolese che avesse risposto alla chiamata alle armi indetta dall'esercito imperiale il 12 agosto di quell'anno contro l'invasione di Napoleone Bonaparte dell'Italia. Il personale ricompensato era composto unicamente da volontari che, nel caso dei tirolesi nello specifico, contribuirono alla difesa del confine meridionale dell'Austria con la creazione di milizie locali.

## Insegne
La medaglia consisteva in un disco circolare d'argento che riportava, sul diritto, il volto dell'imperatore Francesco I voltato a destra, coronato d'alloro ed accompagnato dalla scritta FRANCISCVS. II. D. G. R. IMP. S. A. H. B. R. COMES. TYROLIS con sotto la firma dell'incisore I. N. WIRT. F. Sul retro, al centro, la medaglia riportava una corona d'alloro con all'interno il seguente testo PRO. FIDE. / PRINCIPE. / ET. / FORTITER. / PUGNANTI. Nella parte superiore, attorno alla corona d'alloro stava la legenda TIROLIS. AB. HOSTE. GALLO. VNDIQUE. PETITA e sotto la data MDCCXCIV.
Il nastro della medaglia era verde, bianco, filetto nero, rosso, filetto nero, bianco, verde.